# Brzotín
Brzotín (węg. Berzéte) – wieś (obec) w powiecie Rożniawa, w kraju koszyckim, na Słowacji. Powierzchnia 20,565 km². Liczy 1316 mieszkańców (spis ludności z 21 maja 2011), z czego ok. 48% Słowaków, 42% Węgrów i 5,5% Romów.

## Położenie
Wieś położona jest na prawym brzegu rzeki Slanej, w południowo-zachodniej części Kotliny Rożniawskiej, u podnóży płaskowyżu Plešivská planina. Znajduje się w odległości około 5 km na południowy wschód od Rożniawy. Centrum wsi leży na wysokości ok. 267 m n.p.m.

## Historia
Brzotín jest jedną z najstarszych osad ludzkich w dolinie Slanej. Tereny dzisiejszej wsi były zamieszkane już w epoce brązu, ok. 1500 lat p.n.e. Ślady ludzkich siedzib z tego okresu znaleziono u stóp Płaskowyżu Pleszywskiego, niedaleko Brzotyńskiego Wywierzyska (słow. Brzotínska vyvieračka).
Pierwsza wzmianka pisemna o wsi (pod nazwą Berzsete) pochodzi z 1243, kiedy to król Bela IV darował ją Bebekom z Pleszywca. Od 1293 należała do spiskiego rodu Mariássych, którzy na miejscu starszego gródka (lub też strażnicy, wybudowanej przez joannitów) przed 1327 r. wznieśli murowany zamek. Później osiadły tu i inne rody szlacheckie: Hámošów, Póschów, Okolicsányich, a później również Rákossych. Do dziś we wsi istnieje 5 dworów, wzniesionych przez te rodziny między końcem XVIII a połową XIX w.
W 1556 r. zamek zdobyli Turcy. Później obiekt wykorzystywali różni rycerze-rozbójnicy, aż go w końcu w 1575 r. Turcy definitywnie zburzyli. Turcy następnie kilkakrotnie najeżdżali wieś, część mieszkańców uprowadzając w jasyr, a resztę zmuszając do płacenia daniny. Zabudowania kilkakrotnie palono tak, że pod koniec XVI w. liczba mieszkańców wsi spadła do 1/3 stanu sprzed najazdów.
W latach 1938–1945 wieś znajdowała się w granicach Węgier Horthyego. W 1976 r. przyłączono ją do Rożniawy, jednak od 1 lipca 1990 jest znów samodzielną gminą.

## Gospodarka
Przez całe średniowiecze wieś była znaczącą siedzibą szlachecką, a jednocześnie gospodarczym i handlowym centrum Kotliny Rożniawskiej. Znana była już od XIII w. ze swoich kopalń złota, a później również srebra, antymonu i żelaza, które rozwijali głównie przybysze z krain niemieckich. W XIX w. działała tu huta żelaza z 5 wielkimi piecami i kuźnią, która zanikła jednak już na początku następnego stulecia. Motywy górnicze znajdują się w herbie wsi, pochodzącym z 1575 r. Kilka wspomnianych rodzin szlacheckich było właścicielami ponad 60% całej ziemi uprawnej we wsi, a także młynów i gorzelni, które swą produkcją zaopatrywały cały Gemer. Duże znaczenie miała budowa w 1873 r. linii kolejowej do Rożniawy, która zintensyfikowała rozwój górnictwa, hutnictwa i handlu.

## Zabytki
- Kasztel Mariássych (słow. Mariássyho kaštieľ, obecnie siedziba Parku Narodowego Kras Słowacki)
- Kasztel Okolicsányich (słow. Okolicsányiho kaštieľ, obecnie siedziba archiwum powiatowego)
- Kasztel Hámosich (słow. Hámosiho kaštieľ, obecnie nieużytkowany)
- Dwór Rákossych (słow. Rákossyho kúria, przebudowany, obecnie siedziba przedszkola)
- Mały kasztel Juliusza Póscha (słow. malý kaštieľ Júliusa Póscha) z 1729 r., barokowy (obecnie ośrodek zdrowia)
- Kościół ewangelicki (pierwotnie katolicki) z XIII w., będący dominantą wsi. Gotycki, przebudowany w XIV i XV w. W XVIII w. dobudowano północną nawę boczną. Wewnątrz późnobarokowa ambona z XVIII w. Wokół kościoła mur obronny ze strzelnicami.
- Kościół katolicki pw. św. Anny z lat 1798–1803

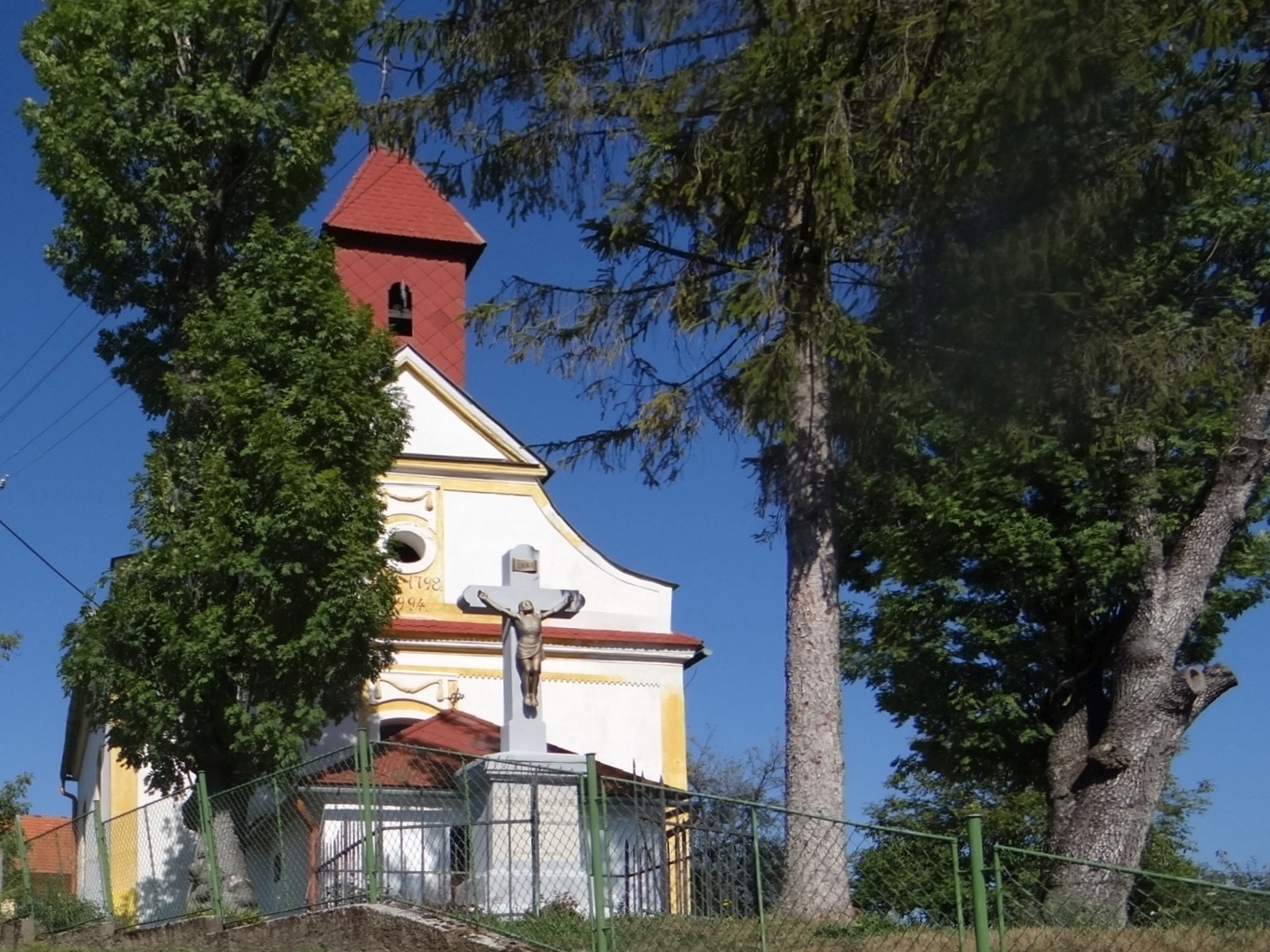
Kościół katolicki
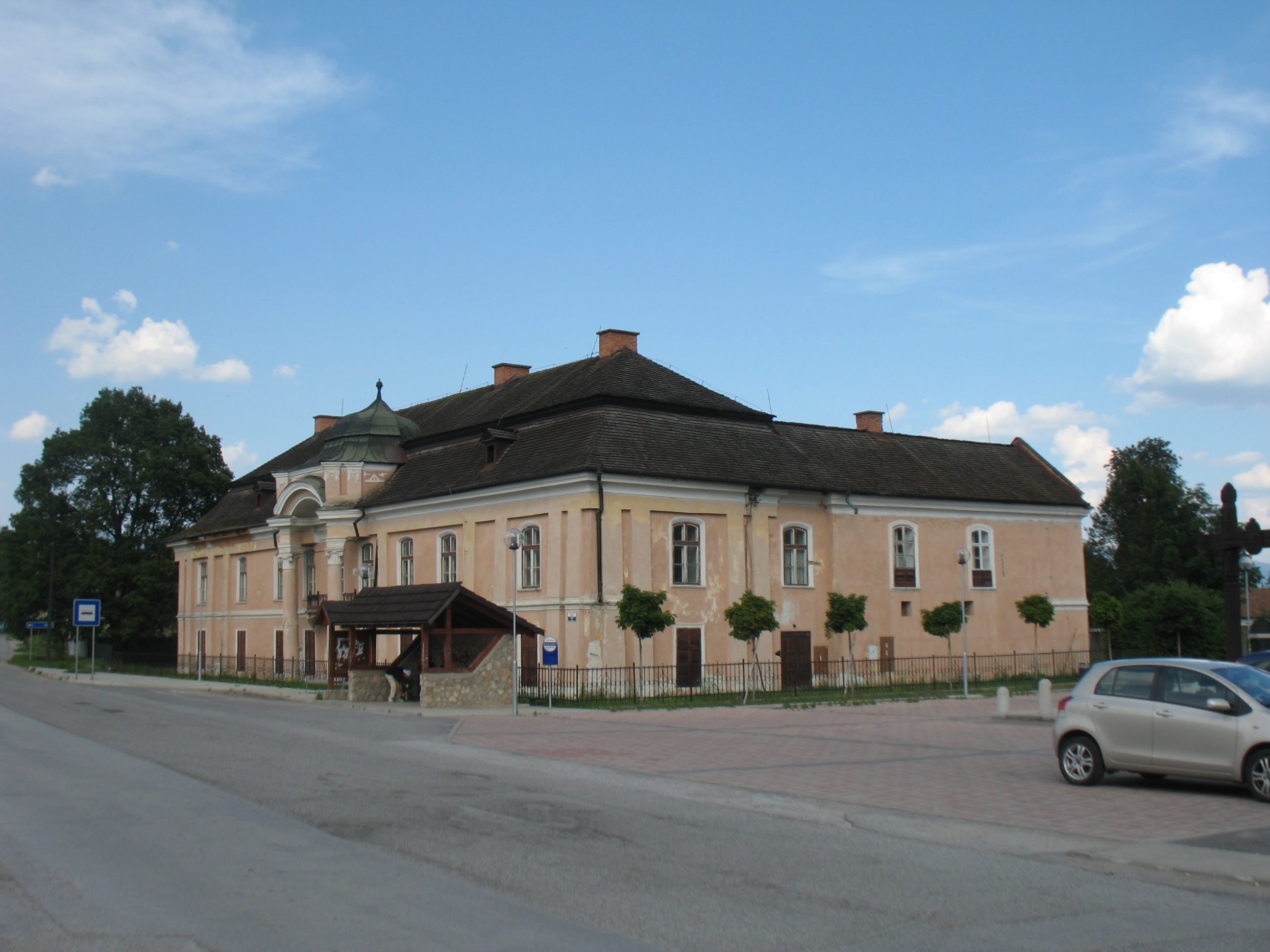
Pałac
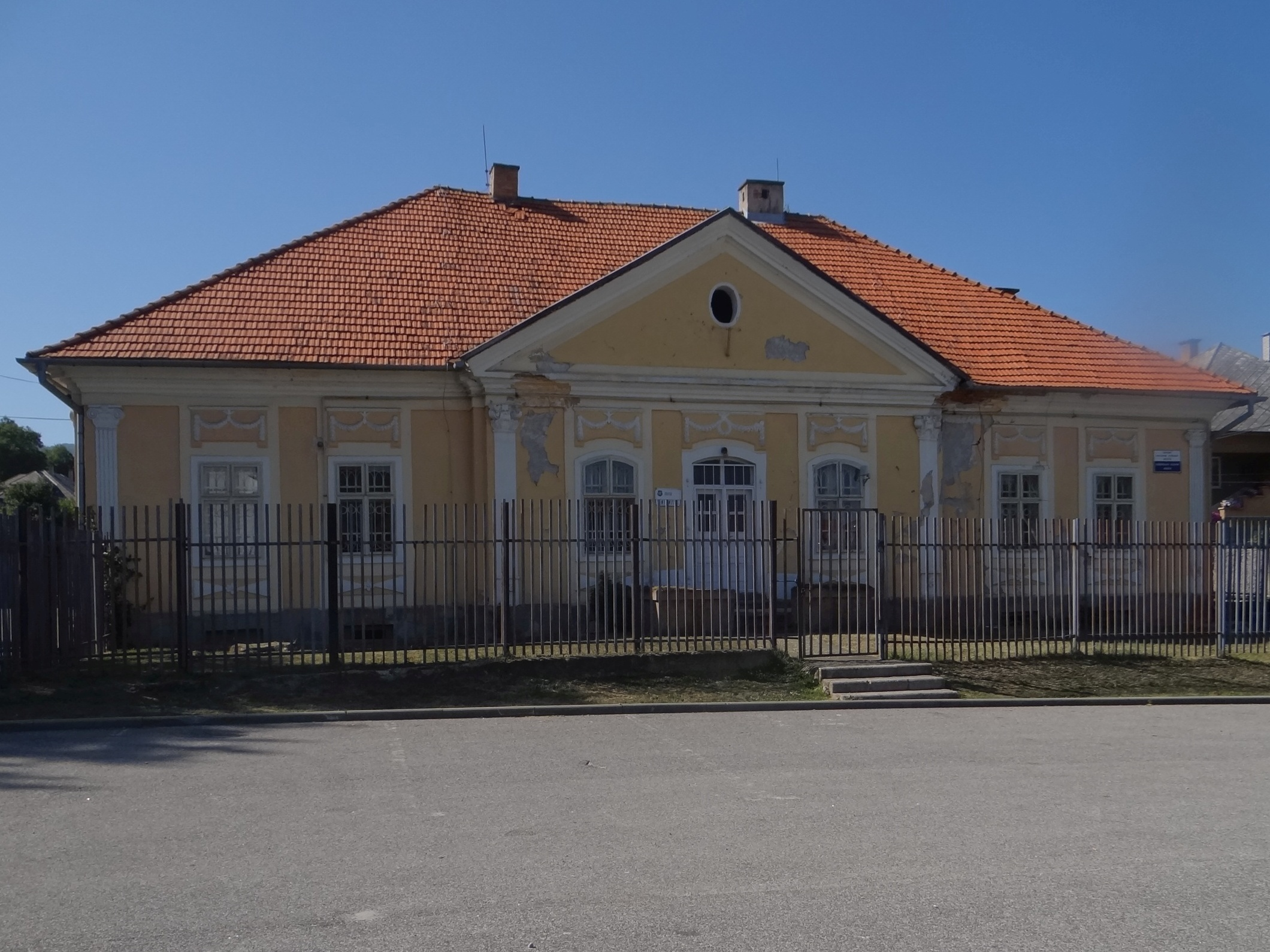
Stylowy dom
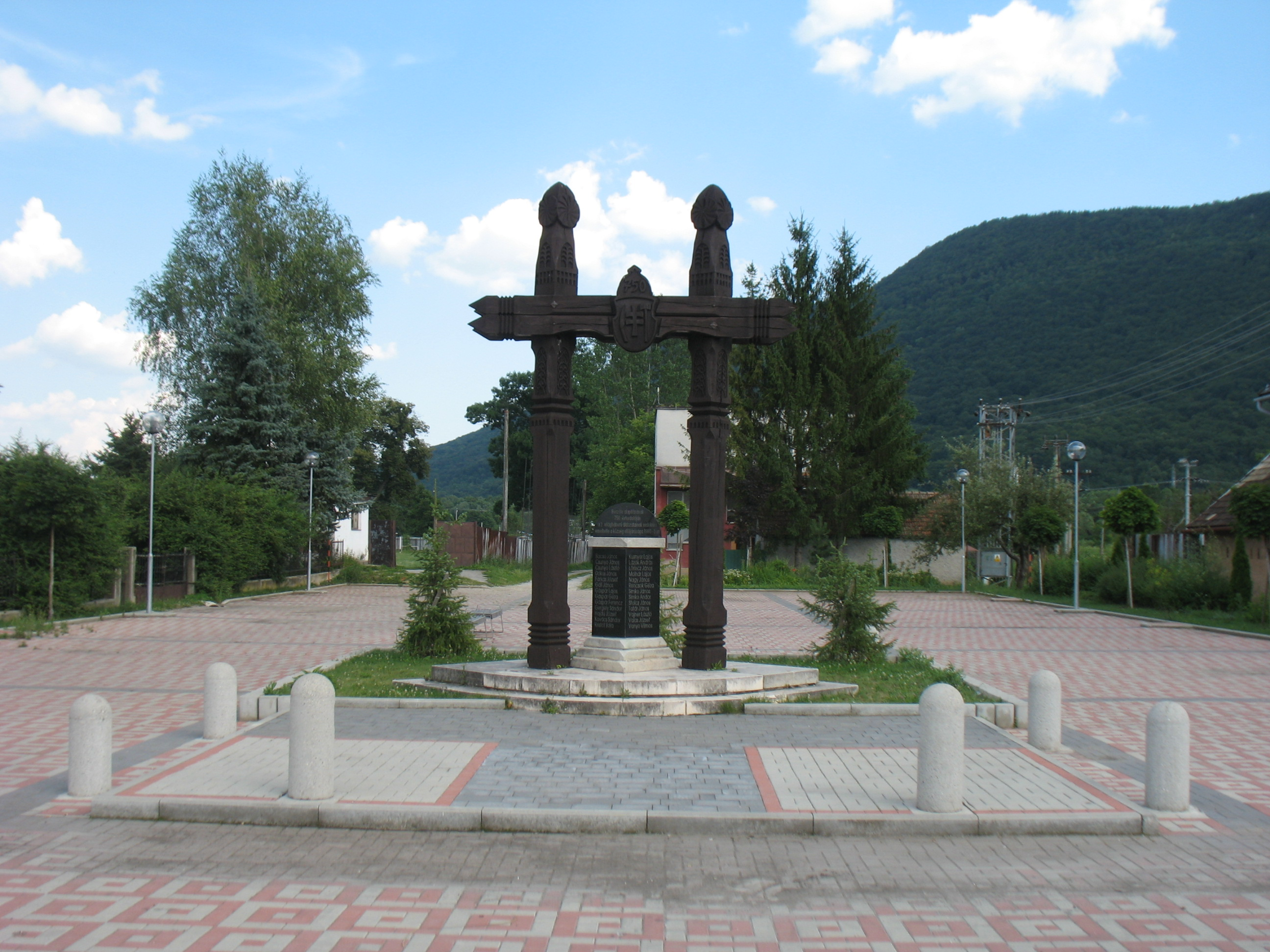
Pomnik